# Tojosoutos
Tojosoutos (llamada oficialmente San Xusto de Toxos Outos) es una parroquia del municipio de Lousame, en la provincia de La Coruña, Galicia, España.

## Localización
La parroquia está situada en el norte del municipio de Lousame. 

## Límites
Limita al norte con Brión, al sur con las parroquias de Lesende y Vilacoba, al oeste con Noya y al este con Rois.

## Geografía
Las zonas más bajas de esta parroquia están a 200 metros y el punto más alto es el Pena de Ferro con 532 metros. Todas sus aldeas están por encima de los 300 metros en la riveras del río San Xusto que nace a 430 metros de altitud cerca de las aldeas de Sabugueiro y Bargo. 
La fertilidad de la tierra es escasa, la ganadería es abundante y pese a las condiciones geográficas, esta es la parroquia mejor comunicada del municipio ya que por ella pasa la AC-543 que comunica Noya con Santiago. 

## Entidades de población
Entidades de población que forman parte de la parroquia:
- Bargo
- Fontefría
- Madeiro (O Madeiro)
- Sabugueiro (O Sabugueiro)
- San Xusto
- Sedofeito (Cedofeito)

## Demografía
| Gráfica de evolución demográfica de Tojosoutos entre 2000 y 2019 |
|                                                                  |
| Datos según el nomenclátor publicado por el INE.                 |

## Monumentos
En esta parroquia se encuentra el monasterio de Toxos Outos que tuvo una gran importancia en la Edad Media.